# Малагурски
Малагурски (други облици: Малогурски, Малагуровић) је буњевачко презиме које се први пут јавља у Суботици 1686. г.